# Euxoa praestigiosa
Euxoa praestigiosa là một loài bướm đêm trong họ Noctuidae.